# Calicium chlorosporum
Calicium chlorosporum је лишај који расте на дрвећу, присутна махом на целој планети.
Лишај је бледожутобраонкасте боје. Врста је честа у Африци, Северној и Јужној Америци као и у Азији и Аустралији.